# 325973 Cardinal
325973 Cardinal è un asteroide della fascia principale. Scoperto nel 2006, presenta un'orbita caratterizzata da un semiasse maggiore pari a 2,7716609 UA e da un'eccentricità di 0,2058277, inclinata di 7,86658° rispetto all'eclittica.
Dal 31 agosto al 29 ottobre 2012, quando 337002 Robertbodzon ricevette la denominazione ufficiale, è stato l'asteroide denominato con il più alto numero ordinale. Prima della sua denominazione, il primato era di 322390 Planes de Son.
L'asteroide è dedicato all'astronomo canadese Robert Damian Cardinal.